# Ferokh
Ferokh (ciutat Afortunada o Paramukka) és un poble de Kerala únicament destacat perquè el 1789 fou designat per Tipu Sultan de Mysore com a nova capital de la regió de Malabar, posició de la que va gaudir en teoria, un any. El 1790 fou ocupada pels britànics.